# Утин, Яков Исаакович
Яков Исаакович Утин (1839-20.12.1916) — российский предприниматель, финансист, тайный советник.

## Биография
Родился в 1839 году в Петербурге в семье купца I гильдии Исаака Иосифовича Утевского (1812—1876), уроженца Гомеля, разбогатевшего за счёт винных откупов в Архангельске, и крестившегося в православие сменив фамилию на Утин. Братья — революционер Николай Исаакович Утин, юристы Евгений, Борис и Лев Исааковичи Утины.
В 1860 окончил юридический факультет Петербургского университета. В студенческие годы близок к радикальным кругам, участвовал в издании рукописного журнала «Студенческий мир». 
По окончании университета служил в Министерстве юстиции, затем обер-прокурор одного из Департаментов Сената. 
В 1885-1916 гг. член (с 1903 – председатель) правления Петербургского учётного и ссудного банка – одного из крупнейших частных банков России, был близок к правительственным кругам, поддерживал дружеские и деловые связи с графом В.Н. Коковцовым (в 1904-14 гг. министр финансов, одновременно в 1911-14 гг. председатель Совета министров). 
В 1873 году Определением Санкт-Петербургского дворянского депутатского собрания признан в потомственном дворянском достоинстве с внесением в III часть Родословной книги.
В 1906 г. участвовал в переговорах с представителями французских деловых кругов в Париже о предоставлении России крупного международного займа. Входил в руководство многих акционерных обществ и фирм: председатель правления крупнейшего страхового общества «Россия», директор правления общества Московско-Виндаво-Рыбинской железной дороги, член правления Бакинского нефтяного общества, Общества железоделательных и сталелитейных заводов «Сормово», общества Алтайской железной дороги, член совета Товарищества нефтяного производства братьев Нобель, Общества вагоностроительных и механических заводов «Феникс» и многих других.

## Семья
Жена — Мария Николаевна Лохвицкая (1840—). Их дети:
- Надежда (29.05.1864-)
- Сергей (1867—1933) — обер-прокурор Судебного департамента Правительствующего сената, тайный советник, затем архимандрит Православной Российской Церкви.